# Relações entre Arábia Saudita e Sudão
As relações entre Arábia Saudita e Sudão são as relações diplomáticas estabelecidas entre o Reino da Arábia Saudita e a República do Sudão.
Apesar de compartilhar um relacionamento histórico forte por serem nações majoritariamente árabes, a relação entre Arábia Saudita e Sudão é frequentemente marcada por divisões entre cooperação e conflito. Devido a isso, o Sudão e a Arábia Saudita muitas vezes têm algumas rupturas significativas sobre as posições diplomáticas. A recente decisão de Omar al-Bashir de enviar tropas sudanesas para combaterem no Iêmen foi considerada um impulso no desenvolvimento das relações, uma vez que foram tensas por décadas. Quanto ao resultado, o Sudão foi admitido na frágil Aliança Militar Islâmica saudita.

## Histórico
O Sudão e a Arábia Saudita estabeleceram relações após a independência sudanesa em 1947. A relação entre dois países foi vista como estável, apesar de várias questões de instabilidade no Sudão.
Em 1973, a embaixada da Arábia Saudita em Cartum foi atacada pelos membros da Organização Setembro Negro.
No entanto, depois que Omar al-Bashir lançou um golpe de Estado em 1989, as relações logo se tornariam tensas. O Sudão foi acusado pela Arábia Saudita de ser um Estado cliente do Irã e envolveu-se, em um nível limitado, em sanções contra o Sudão; além de respaldar os rebeldes de Darfur, o governo saudita também defendeu a separação do Sudão do Sul, que finalmente foi alcançada em 2011. A Arábia Saudita também acusou o governante sudanês al-Bashir pelo "genocídio" em Darfur, embora a Arábia Saudita também se comprometesse a financiar a reconstrução de Darfur.  Assim, as relações entre a Arábia Saudita e o Sudão foram significativamente amargas.
Antes da Guerra Civil do Iêmen, em 2014, os dois países trabalhavam para restaurar os vínculos, os quais seriam considerados por al-Bashir como "normais". 

### Guerra Civil do Iêmen
A guerra no Iêmen proporcionou uma mudança significativa nas relações, que transformou uma situação de rivalidade entre a Arábia Saudita e o Sudão em uma parceria. O Sudão expulsou diplomatas iranianos do país e enviou tropas para lutar ao lado dos sauditas no Iêmen contra os houthis. Isso fez com que as duas nações ampliassem seus vínculos novamente uma vez que as relações entre Irã e Sudão haviam declinado. 
Dois países se envolveriam em uma cooperação militar mais estreita  e o Sudão pressionou a Arábia Saudita pela retirada das sanções pelos Estados Unidos, um aliado de longa data da Arábia Saudita, o que foi feito em 2017 sob administração Trump. No entanto, dado os maus tratos históricos nas relações das duas nações, não está claro por quanto tempo a aliança poderá durar. 